# Championnat d'Arabie saoudite de football de deuxième division
Le Championnat d'Arabie de football D2, dénommé Saudi First Division League (en arabe : الدوري السعودي للمحترفين), est une compétition de football qui représente le deuxième échelon du championnat professionnel en Arabie saoudite après la Ligue 1. Chaque année, deux clubs premiers du classement sont promus en première division, et les trois derniers sont relégués en troisième division.

## Palmarès
| Saison    | Champion       | Vice-champion  |
| --------- | -------------- | -------------- |
| 1976–1977 | Ettifaq        | Al-Nahda       |
| 1977–1978 | Al Riyad       | Al Ta'ee Ha'il |
| 1978–1979 | Al-Shabab      | Ohud           |
| 1979–1980 | Al Jabalain    | Al Riyad       |
| 1980–1981 | Ohud           | Al-Rawdhah     |
| 1981–1982 | Non disputée1  | Non disputée1  |
| 1982–1983 | Al Wehda       | Al-Riyad       |
| 1983–1984 | Ohud           | Al Jabalain    |
| 1984–1985 | Al Ta'ee Ha'il | Al-Kawkb       |
| 1985–1986 | Al Ansar       | Al-Raed        |
| 1986–1987 | Al-Kawkb       | Ohud           |
| 1987–1988 | Hajer          | Al-Rawdhah     |
| 1988–1989 | Al-Riyad       | Al-Raed        |
| 1989–1990 | Al-Najma       | Al-Arabi       |
| 1990–1991 | Al-Nahda       | Ohud           |
| 1991–1992 | Al-Raed        | Al-Najma       |
| 1992–1993 | Al-Nahda       | Ohud           |
| 1993–1994 | Al-Najma       | Al-Rawdhah     |
| 1994–1995 | Al Ta'ee Ha'il | Al-Taawoun     |
| 1995–1996 | Al-Wehda       | Al-Ansar       |
| 1996–1997 | Al-Taawoun     | Al-Shoalah     |
| 1997–1998 | Hajer          | Al-Ansar       |
| 1998–1999 | Sdoos          | Al-Raed        |
| 1999–2000 | Al-Ansar       | Al-Qadisiyah   |
| 2000–2001 | Al Ta'ee Ha'il | Al-Shoalah     |

| Saison    | Champion     | Vice-champion |
| --------- | ------------ | ------------- |
| 2001–2002 | Al-Qadisiyah | Al-Raed       |
| 2002–2003 | Al-Wehda     | Al-Khaleej    |
| 2003–2004 | Ohud         | Al-Ansar      |
| 2004–2005 | Al-Hazm      | Abha          |
| 2005–2006 | Al-Khaleej   | Al-Faisaly    |
| 2006–2007 | Al-Watani    | Najran        |
| 2007–2008 | Al-Raed      | Abha          |
| 2008–2009 | Al-Qadisiyah | Al Fateh      |
| 2009–2010 | Al-Faisaly   | Al-Taawoun    |
| 2010–2011 | Hajer        | Al-Ansar      |
| 2011–2012 | Al-Shoalah   | Al-Wehda      |
| 2012–2013 | Al-Orubah    | Al-Nahda      |
| 2013–2014 | Hajer        | Al-Khaleej    |
| 2014–2015 | Al-Qadisiyah | Al-Wehda      |
| 2015–2016 | Al-Ettifaq   | Al-Batin      |
| 2016–2017 | Al-Fayha     | Ohod          |
| 2017–2018 | Al-Wehda     | Al-Hazem      |
| 2018–2019 | Abha         | Damac         |
| 2019–2020 | Al-Batin     | Al-Qadsiah    |
| 2020–2021 | Al-Hazem     | Al-Fayha      |
| 2021–2022 | Al-Khaleej   | Al-Adalah     |
| 2022–2023 | Al-Ahli      | Al-Hazem      |
| 2023–2024 | Al-Qadsiah   | Al-Orobah     |
| 2024–2025 | Neom SC      | Al-Najma      |

Note1La deuxième division et la première division ont été combinées pour une seule division en 1981-1982.